# Windmotor De Veenhoop 2
De Windmotor De Veenhoop 2 is een poldermolen bij het Friese dorp De Veenhoop, dat in de Nederlandse gemeente Smallingerland ligt.

## Beschrijving
De molen is een grote maalvaardige Amerikaanse windmotor, die in 2008 is gebouwd door de firma Adema. Hij heeft een windrad van 18 bladen en is op verzoek van omwonenden geheel zwart gecoat, zodat de omgeving geen last heeft van de schittering wanneer de molen draait.